# Шлямувка (річка)
Шлямувка — річка в Польщі й Україні Підкарпатського воєводства у гміні Фредрополь й Самбірському районі Львівської області. Ліва притока річки Бібіски (басейн Вісли).

## Опис
Довжина річки приблизно 5,58 км, найкоротша відстань між витоком і гирлом — 5,03  км, коефіцієнт звивистості річки — 1,11 . Формується багатьма струмками.

## Розташування
Бере початок на північно-східній околиці села Папортно в урочищі Папроть. Тече переважно на північний схід і у селі Губичі впадає у річку Бібіску, праву притоку річки Вігору.

## Цікаві факти
- У селі Губичі від гирла річки на східній стороні на відстані приблизно 320 м пролягає автошлях Т 1418[2] (автомобільний шлях територіального значення в Львівській області, що з'єднує селище Нижанковичі з містом Стрий.).